# Impatiens balfourii
Impatiens balfourii é uma espécie de planta com flor pertencente à família Balsaminaceae. 
A autoridade científica da espécie é Hook. f., tendo sido publicada em Botanical Magazine 129: pl. 7878. 1903.

## Portugal
Trata-se de uma espécie presente no território português, nomeadamente em Portugal Continental.
Em termos de naturalidade é introduzida na região atrás indicada.

## Protecção
Não se encontra protegida por legislação portuguesa ou da Comunidade Europeia.